# Mylomys
Mylomys (Thomas, 1906) è un genere di Roditori della famiglia dei Muridi.

## Descrizione

### Dimensioni
Al genere Mylomys appartengono roditori di medie dimensioni, con lunghezza della testa e del corpo tra 120 e 194 mm, la lunghezza della coda tra 104 e 180 mm e un peso fino a 190 g.

### Caratteristiche craniche e dentarie
Il cranio presenta un rostro robusto, le creste sopra-orbitali ben sviluppate, una costrizione inter-orbitale moderata, il palato stretto e la bolla timpanica alquanto ingrandita. I fori palatali anteriori sono stretti e lunghi. Gli incisivi superiori sono attraversati da un solco longitudinale, mentre i molari sono larghi hanno delle cuspidi prominenti.
Sono caratterizzati dalla seguente formula dentaria:

### Aspetto
Il corpo è compatto, ricoperto da una pelliccia lunga e ruvida, dorsalmente brizzolata. Le orecchie sono grandi e rotonde.  Il pollice ed il dito mignolo sono talmente ridotti che la mano ha soltanto tre dita pienamente funzionali. I piedi hanno il quinto dito molto ridotto, della stessa lunghezza dell'alluce. La coda è lunga circa quanto la testa ed il corpo ed è finemente ricoperta di peli.

## Distribuzione
Sono roditori terricoli diffusi nell'Africa centrale.

## Tassonomia
Il genere comprende due specie.
- Mylomys dybowskii
- Mylomys rex